# Bondepartiet (Island, 1933)
 For alternative betydninger, se Bondepartiet (flertydig). (Se også artikler, som begynder med Bondepartiet)
Bondepartiet (islandsk: Bændaflokkurinn) var et islandsk agrarparti, der stiftedes i 1933 for at fremme landbrugernes interesser.

## Historie
Partiet blev grundlagt i 1933 af en udbrydergruppe fra Fremskridtspartiet, der var dannet sidst i 1916 som en sammenslutning af det oprindelige Bondepartiet og de Uafhængige bønder. I begyndelsen var Fremskridtspartiet et rent klasseparti, der udelukkende repræsenterede bøndernes interesser, men fra slutningen af 1920'erne forsøgte partiet at appellere til et bredere vælgergrundlag. Bondepartiets grundlæggere var uenige i denne linje og ønskede at vende tilbage til rollen som et egentligt agrarparti.
Ved valget i 1934 vandt partiet to mandater i Altingets nedre del og et i dets øvre del. Det opstillede i valgforbund med Selvstændighedspartiet ved altingsvalget 1937 og bevarede sine to pladser i den nedre del, men tabte mandatet i den øvre del. Bondepartiet opløstes i 1942 og indgik i Selvstændighedspartiet.